# متحور (مارفل كومكس)
في القصص المصورة الأمريكية التي تنشرها مارفل كوميكس، يُعرّف المتحور أو المتحول بأنه إنسان يمتلك سمة جينية تُسمى الجين إكس. تُمكّن هذه السمة المتحول من اكتساب قوى خارقة تظهر عند البلوغ. يُشار أحيانًا إلى المتحولين البشر باسم النوع الفرعي البشري "الإنسان العاقل المتفوق" أو ببساطة "الإنسان المتفوق". المتحولون هم السلالة التطورية للإنسان العاقل، وقد كُشف أنهم يمثلون المرحلة التالية في التطور البشري. دقة هذا الأمر موضع جدل كبير في عالم مارفل.
على عكس المتحورون/المتحولين في مارفل، وهم الشخصيات التي تطور قواها فقط بعد التعرض لمحفزات أو طاقات خارجية (مثل سبايدر مان، كابتن أميركا، فانتاستيك فور، هالك)، فإن المتحورون/المتحولين لديهم طفرات جينية فطرية منذ الولادة.